# Броуновское движение
Бро́уновское движе́ние (бра́уновское движе́ние) — беспорядочное движение микроскопических видимых взвешенных частиц твёрдого вещества в жидкости или газе, вызываемое тепловым движением частиц жидкости или газа. Было открыто в 1827 году Робертом Броуном (правильнее Брауном). Броуновское движение никогда не прекращается. Оно связано с тепловым движением, но не следует смешивать эти понятия. Броуновское движение является следствием и свидетельством существования теплового движения.
Броуновское движение является наглядным экспериментальным подтверждением хаотического теплового движения атомов и молекул, являющегося фундаментальным положением молекулярно-кинетической теории. Если промежуток наблюдения гораздо больше, чем характерное время изменения силы, действующей на частицу со стороны молекул среды, и прочие внешние силы отсутствуют, то средний квадрат проекции смещения частицы на какую-либо ось пропорционален времени. Это положение иногда называют законом Эйнштейна.
Кроме поступательного броуновского движения, существует также вращательное броуновское движение — беспорядочное вращение броуновской частицы под влиянием ударов молекул среды. Для вращательного броуновского движения среднее квадратичное угловое смещение частицы пропорционально времени наблюдения.

## Сущность явления
Броуновское движение происходит из-за того, что все жидкости и газы состоят из атомов или молекул — мельчайших частиц, которые находятся в постоянном хаотическом тепловом движении и потому непрерывно толкают броуновскую частицу с разных сторон. Было установлено, что крупные частицы с размерами более 5 мкм в броуновском движении практически не участвуют (они неподвижны или седиментируют), более мелкие частицы (менее 3 мкм) двигаются поступательно по весьма сложным траекториям или вращаются.
Когда в среду погружено крупное тело, то толчки, происходящие в огромном количестве, усредняются и формируют постоянное давление. Если крупное тело окружено средой со всех сторон, то давление практически уравновешивается, остаётся только подъёмная сила Архимеда — такое тело плавно всплывает или тонет.
Если же тело мелкое, как броуновская частица, то становятся заметны флуктуации давления, которые создают заметную случайно изменяющуюся силу, приводящую к колебаниям частицы. Броуновские частицы обычно не тонут и не всплывают, а находятся в среде во взвешенном состоянии.

## Открытие
Философская поэма римского поэта Лукреция «О природе вещей» (60 год до н. э.) имеет описание броуновского движения пылевых частиц в стихах 113—140 из книги II. Он использует это как доказательство существования атомов:
«Посмотрите, что происходит, когда солнечные лучи проникают в здание и проливают свет на его темные места. Вы увидите множество крошечных частиц, смешивающихся множеством способов… их танец является фактическим указанием на скрытые от нашего взгляда движения материи… Они возникают из атомов, которые движутся сами по себе (то есть спонтанно). Затем те небольшие составные тела, которые меньше всего удалены от импульса атомов, приводятся в движение воздействием их невидимых ударов и, в свою очередь, приводят к движению немного больших тел. Таким образом, движение поднимается от атомов и постепенно выходит на уровень наших чувств, так что те тела в движении, которые мы видим в солнечных лучах, движутся ударами, которые остаются невидимыми».
Хотя смешивающееся движение пылевых частиц вызвано в основном воздушными потоками, прерывистое, кувыркающееся движение мелких пылевых частиц действительно вызвано в основном истинной броуновской динамикой.
Примерно в 1785 году Ян Ингенхауз систематически изучал броуновское движение частиц угольной пыли на поверхности спирта. В 1827 году Роберт Броун (Браун) переоткрыл броуновское движение, наблюдая пыльцевые зёрна в жидкости.
Наиболее точные исследования броуновского движения в XIX веке провёл французский физик Луи Жорж Гуи.
Он установил, что интенсивность броуновского движения возрастает с уменьшением внутреннего трения жидкости, никак не зависит от интенсивности освещения и внешнего электромагнитного поля. Он также пришёл к выводу, что броуновское движение вызвано влиянием теплового движения молекул. Гуи оценил скорость броуновских частиц, она оказалась равной приблизительно одной стомиллионной молекулярной скорости.

## Теория броуновского движения
Математическое изучение броуновского движения было начато А. Эйнштейном, П. Леви и Н. Винером.

### Построение классической теории
В 1905 году Альбертом Эйнштейном была создана молекулярно-кинетическая теория для количественного описания броуновского движения. В частности, он вывел формулу для коэффициента диффузии сферических броуновских частиц:
{\displaystyle D={\frac {RT}{6N_{A}\pi a\xi }},}
где {\displaystyle D} — коэффициент диффузии, {\displaystyle R} — универсальная газовая постоянная, {\displaystyle T} — абсолютная температура, {\displaystyle N_{A}} — постоянная Авогадро, {\displaystyle a} — радиус частиц, {\displaystyle \xi } — динамическая вязкость.
При выводе закона Эйнштейна предполагается, что смещения частицы в любом направлении равновероятны и что можно пренебречь инерцией броуновской частицы по сравнению с влиянием сил трения (это допустимо для достаточно больших времён). Формула для коэффициента D основана на применении закона Стокса для гидродинамического сопротивления движению сферы радиусом a в вязкой жидкости.
Коэффициент диффузии броуновской частицы связывает средний квадрат её смещения x (в проекции на произвольную фиксированную ось) и время наблюдения τ:
{\displaystyle \langle x^{2}\rangle =2D\tau .}
Среднеквадратичный угол поворота броуновской частицы φ (относительно произвольной фиксированной оси) также пропорционален времени наблюдения:
{\displaystyle \langle \varphi ^{2}\rangle =2D_{r}\tau .}
Здесь Dr — вращательный коэффициент диффузии, который для сферической броуновской частицы равен
{\displaystyle D_{r}={\frac {RT}{8N_{A}\pi a^{3}\xi }}.}

### Экспериментальное подтверждение
Формула Эйнштейна была подтверждена опытами Жана Перрена и его студентов в 1908—1909 гг., а также T. Сведберга. Для проверки статистической теории Эйнштейна-Смолуховского и закона распределения Л. Больцмана Ж. Б. Перрен использовал следующее оборудование: предметное стекло с цилиндрическим углублением, покровное стекло, микроскоп с малой глубиной изображения. В качестве броуновских частиц Перрен использовал зёрнышки смолы мастикового дерева и гуммигута — густого млечного сока деревьев рода гарциния. Для наблюдений Перрен использовал изобретенный в 1902 г. ультрамикроскоп. Микроскоп этой конструкции позволял видеть мельчайшие частицы благодаря рассеянию на них света от мощного бокового осветителя. Справедливость формулы была установлена для различных размеров частиц — от 0,212 мкм до 5,5 мкм, для различных растворов (раствор сахара, глицерин), в которых двигались частицы.
Большого труда потребовала от экспериментатора подготовка эмульсии с частичками гуммигута. Смолу Перрен растер в воде. Под микроскопом было видно, что в подкрашенной воде находится огромное число желтых шариков. Эти шарики отличались по величине, они представляли собой твердые образования, которые не слипались друг с другом при соударениях. Чтобы распределить шарики по размеру, Перрен помещал пробирки с эмульсией в центробежную машину. Машина приводилась во вращение. За несколько месяцев кропотливой работы Перрену удалось наконец получить порции эмульсии с одинаковыми по размеру зернами гуммигута r ~ 10−5 см. В воду было добавлено большое количество глицерина. Фактически крошечные шарики почти сферической формы были взвешены в глицерине, содержащем лишь 11 % воды. Повышенная вязкость жидкости препятствовала появлению в ней внутренних потоков, которые бы привели к искажению истинной картины броуновского движения.
По предположению Перрена одинаковые по размеру зернышки раствора должны были расположиться в соответствии с законом распределения числа частиц с высотой. Именно для исследования распределения частиц по высоте экспериментатор сделал в предметном стекле цилиндрическое углубление. Это углубление он заполнил эмульсией, затем закрыл сверху покровным стеклом. Для наблюдения эффекта Ж. Б. Перрен использовал микроскоп с малой глубиной изображения.
Свои исследования Перрен начал с проверки основной гипотезы статистической теории Эйнштейна. Вооружившись микроскопом и секундомером, он наблюдал и фиксировал в освещённой камере положения одной и той же частицы эмульсии через одинаковые промежутки времени.
Наблюдения показали, что беспорядочное движение броуновских частиц приводило к тому, что они перемещались в пространстве очень медленно. Частицы совершали многочисленные возвратные движения. В итоге сумма отрезков между первым и последним положениями частицы была намного больше прямого смещения частицы от первой точки до последней.
Перрен отмечал и потом зарисовывал в масштабе на разграфленном листе бумаги положение частиц через равные временные интервалы. Наблюдения проводились через каждые 30 с. Соединяя полученные точки прямыми, он получал замысловатые ломаные траектории.
Далее Перрен определил число частиц в разных по глубине расположения слоях эмульсии. Для этого он последовательно фокусировал микроскоп на отдельные слои взвеси. Выделение каждого последующего слоя осуществлялось через каждые 30 микрон. Таким образом, Перрен мог наблюдать число частиц, находящихся в очень тонком слое эмульсии. Частицы других слоев при этом не попадали в фокус микроскопа. Используя этот метод, ученый мог количественно определить изменение числа броуновских частиц с высотой.
Опираясь на результаты этого эксперимента, Перрен смог определить значение постоянной Авогадро NА.
Способ расчета постоянной Больцмана k базировался на следующих рассуждениях.
Броуновские частицы, как и молекулы, находятся в беспорядочном движении. Соответственно, они подчиняются всем газовым законам. Из общих соображений можно показать, что средняя кинетическая энергия {\displaystyle {\overline {E_{k}}}} одной броуновской частицы равна средней кинетической энергии молекул при данной температуре {\displaystyle T}, то есть:
{\displaystyle {\displaystyle {\overline {E_{k}}}}={\frac {3}{2}}kT={\frac {3}{2}}\left({\frac {R}{N_{A}}}\right)T.}
Из этой формулы можно выразить число Авогадро {\displaystyle N_{A}}:
{\displaystyle N_{A}={\frac {3}{2}}{\frac {R}{\displaystyle {\overline {E_{k}}}}}T.}
Определив среднюю кинетическую энергию {\displaystyle {\overline {E_{k}}}} броуновской частицы при данной температуре, можно найти значение {\displaystyle N_{A}}. Однако Перрен не смог вычислить среднюю кинетическую энергию броуновской частицы {\displaystyle {\displaystyle {\overline {E_{k}}}}={\frac {mv^{2}}{2}}} по массе частицы {\displaystyle m} и среднему квадрату скорости {\displaystyle v^{2}}. Это было связано с тем, что очень трудно в эксперименте определить среднее значение квадрата скорости частицы, движущейся хаотически. Поэтому Ж. Перрен нашел среднюю кинетическую энергию другим способом (из закона распределения частиц с высотой). Действительно, в формулу распределения броуновских частиц с высотой можно вместо температуры подставить её выражение через {\displaystyle {\overline {E_{k}}}}, тогда формула Больцмана приобретёт вид:
{\displaystyle n_{h}=n_{0}\exp \left(-{\frac {3mgh}{2{\displaystyle {\overline {E_{k}}}}}}\right).}
Зная массу частиц {\displaystyle m}, их число в слоях, находящихся на различных высотах, можно найти {\displaystyle {\overline {E_{k}}}}, а затем и число Авогадро.
Очевидно, что для определения числа Авогадро необходимо найти массу шариков гуммигута. С той целью Перрен выпаривал каплю раствора гуммигута. Взвесив сухой остаток, он сосчитал количество зернышек, затем определил размеры и массу каждого из них.
Соотношения для вращательного броуновского движения были также подтверждены опытами Перрена, хотя этот эффект гораздо труднее наблюдать, чем поступательное броуновское движение.

### Броуновское движение как немарковский случайный процесс
Хорошо разработанная за последнее столетие теория броуновского движения является приближенной. Хотя в большинстве практически важных случаев существующая теория даёт удовлетворительные результаты, в некоторых случаях она может потребовать уточнения. Так, экспериментальные работы, проведённые в начале XXI века в Политехническом университете Лозанны, Университете Техаса и Европейской молекулярно-биологической лаборатории в Гейдельберге (под руководством С. Дженей) показали отличие поведения броуновской частицы от теоретически предсказываемого теорией Эйнштейна — Смолуховского, что было особенно заметным при увеличении размеров частиц. Исследования затрагивали также анализ движения окружающих частиц среды и показали существенное взаимное влияние движения броуновской частицы и вызываемое ею движение частиц среды друг на друга, то есть наличие «памяти» у броуновской частицы, или, другими словами, зависимость её статистических характеристик в будущем от всей предыстории её поведения в прошлом. Данный факт не учитывался в теории Эйнштейна — Смолуховского.
Процесс броуновского движения частиц в вязкой среде, вообще говоря, относится к классу немарковских процессов, и для более точного его описания необходимо использование интегральных стохастических уравнений.